# Internationale Commissie voor de Bescherming van de Donau
De Internationale Commissie voor de Bescherming van de Donau is een organisatie die zich toelegt op de bescherming van het leefmilieu in het Donaubekken. De commissie werd opgericht in 1994 en trad in werking in 1998.
Het werk van de IKSD is gebaseerd op de Conventie voor de Bescherming van de Donau, het belangrijkste wettelijke document voor samenwerking en grensoverschrijdend waterbeheer in het Donaubekken. De 13 lidstaten die zich ertoe hebben verbonden al de nodige legale administratieve en technische maatregelen te nemen om dit te bewerkstelligen, zijn:
- Duitsland
- Oostenrijk
- Bosnië en Herzegovina
- Bulgarije
- Kroatië
- Hongarije
- Moldavië
- Tsjechië
- Roemenië
- Servië
- Slowakije
- Slovenië
- Oekraïne

Daarnaast is ook de Europese Unie lid en zijn er onderhandelingen bezig met Montenegro over de ratificatie van de Conventie.
Naast deze organisatie bestaat er ook nog de Donaucommissie, die zich vooral bezighoudt met het regelen van de scheepvaart op de Donau.